# Африка: Кровь и красота
«Африка: Кровь и красота» — документальный фильм Сергея Ястржембского, рассказывающий о жизни и традициях самобытных племён Африки.
Первыми картину увидели зрители Канады и Франции. В России премьерный показ состоялся 24 июня 2012 года в рамках 34-го Московского международного кинофестиваля.

## История создания
По словам Сергея Ястржембского, после ухода с госслужбы он вспомнил про Африку, в которой впервые побывал в 1997 году. Поиски своей ниши в неигровом кино привели его к идее задокументировать ритуалы и обычаи тех людей, которые «не просто живут в гармонии с природой, но являются частью этой природы».
В течение четырёх лет Ястржембский посетил 12 стран. Племена сами решали, какую плату надлежит взять с участников киноэкспедиции. Иногда за съёмки просили деньги, чаще — колониальные товары: одеяла, вёдра, сахар, муку, керосин.

Наш фильм — это своего рода «красная книга» исчезающих племён. Их жизнь абсолютно не похожа на нашу. Для этих людей не существует понятия времени — ни будущего, ни прошлого. Они живут сегодня, сейчас, а точнее — вне времени.— режиссёр Сергей Ястржембский

## Содержание

### Часть 1-я. Ребёнок
Представители микроцивилизаций взрослеют рано, и уже на переходе из детства в отрочество мальчикам предстоит пройти обряд обрезания, что в космогонии некоторых племён символизирует ритуальное прощание с детством. Важным элементом включения в жизнь племени является умение ребёнка украшать свои тела цветной глиной — в обществе, где одежда почти не имеет никакого значения, это главное средство самовыражения.

### Часть 2-я. Женщина
Живые узоры на теле, нанесённые с помощью бритвы и глины, — знаки особой красоты, которые необходимы, чтобы выйти замуж и обеспечить себя и своих близких. На женских плечах держится весь быт племени. Они строят дома, ходят на рыбалку, выращивают маис и сарго.

### Часть 3-я. Мужчина
Главное дело их жизни — охота. Юноше, впервые сумевшему завалить зверя, дарят на память ухо убитого животного, а на его теле появляется специальная зарубка. Племя скотоводов динко, в котором все взрослые мужчины ростом не ниже 2 метров, с особым пиететом относится к своим стадам. Все животные имеют клички, на рогах у каждой коровы — собственное, неповторимое украшение.

### Часть 4-я. Ду́хи
В племенах верят, что с помощью горящих костров, ритуальных танцев и церемонии масок можно не только изгнать злых духов, но и обрести их благосклонность, выпросить милость в виде дождя или удачи на охоте.

### Эпилог
Финальные титры сообщают о количестве людей, проживающих в племенах:
- берберы-кочевники (Марокко) — 600 000 человек
- догоны (Мали) — 500 000 человек
- хакмеры (Эфиопия) — 40 000 человек
- пигмеи (Камерун) — 30 000 человек
- сурма (Эфиопия) — 30 000 человек
- химба (Намибия) — 10 000 человек
- бушмены (Ботсвана) — не более 400 человек в пустыне Калахари
- эль-моло (Кения) — менее 300 человек

## Создатели фильма
- Сергей Ястржембский — режиссёр
- Анастасия Ястржембская, Сергей Ястржембский — авторы идеи
- Сергей Ястржембский, Ольга Вершинина — авторы сценария
- Элизбар Караваев — оператор
- Игорь Потапкин, Сергей Седов — аэрофотосъёмка
- Кирилл Сахарнов — монтаж
- Марина Макарова — музыка
- Сергей Ястржембский, Клоди Оссар, Крис Болзли — продюсеры

## Награды
- 2012 — специальный приз Союза журналистов России на XVIII Международном фестивале фильмов о правах человека «Сталкер»[4]
- 2013 — приз зрительских симпатий на VIII Российском фестивале антропологических фильмов в Екатеринбурге[5][6]
- 2014 — премия «Золотой орёл» в номинации «Лучший неигровой фильм»[7]